# ماکوهاری مسه
ماکوهاری مسّه (به ژاپنی: 幕張メッセ Makuhari Messe) یک مرکز همایش در اطراف توکیو است؛ که در منطقه میهاما-کو در چیبا در گوشه شمال غربی استان چیبا واقع شده‌است. این نمایشگاه توسط فومیهیکو ماکی طراحی شده‌است. «ماکوهاری» نام منطقه و «میسه» در زبان آلمانی به معنای نمایشگاه بازرگانی است.